# II. Olaf dublini király
II. Olaf Guthfrithson, más néven Anlaf, Amlaíb mac Gofraidh, Óláfr Guðrøðarson (? – Tyningham, Skócia, 941) Dublin királya 934 és 941 között, Jórvik királya 939 és 941 között (gyakran összetévesztik III. Olaf Sihtricsonnal).

## Élete
Olaf II. Gothfrith fiaként született. 934-ben került Dublin trónjára. 937-ben Angliában részt vett az Æthelstan wessexi király (894–939) ellen vívott brunanburhi csatában. Ezután visszatért Írországba, és valószínűleg nagyon rövid ideig együtt uralkodott III. Olaf Sihtricsonnal Northumbriában. Feltehetőleg ő volt az Írországi Olaf, akit Athelstan halála után a northumbriaiak visszahívtak Angliába, de a meghívásnak mindkét Olaf eleget tett. 941-ben Dunbar mellett, Tyninghamban meggyilkolták.